# Phorbia falcata
Phorbia falcata är en tvåvingeart som beskrevs av Ackland och Verner Michelsen 1986. Phorbia falcata ingår i släktet Phorbia och familjen blomsterflugor.
Artens utbredningsområde är Mongoliet. Inga underarter finns listade i Catalogue of Life.